# Dániel Farkas
Dániel Farkas (in serbo Данијел Фаркаш?, Danijel Farkaš; Senta, 13 gennaio 1993) è un calciatore serbo, difensore svincolato.